# Remain In Silence
Remain In Silence ist eine aus Hannover stammende Band der New-Wave-Ära.
Sie wurde 1983 von Andreas Buchwald (Gitarre) und Andreas Gimpel (Gesang) gegründet und gilt als früher Vertreter der Dark-Wave-Szene.
Musikalisch standen Remain In Silence in der Tradition von Post-Punk-Bands wie Joy Division oder The Cure.

## Geschichte
Das erste Album "Seven Rooms" erschien 1984 im Eigenverlag in einer aufwendig gestalteten, mit Leinen bezogenen Kassettenbox, wie sie ein Jahr später von dem britischen Independent-Label Factory Records auch für deren Kassettenveröffentlichungen verwendet wurden.
Das zweite Album "Monument" erschien 1985 ebenfalls im Kassettenformat auf dem IndepenDance-Label und war eine der meistverkauften Independent-Kassetten seiner Zeit. Das Musikmagazin Spex schrieb in einer Rezension: "Remain In Silence klingen auf ,Monument, wie New Order eigentlich zu klingen hätten". 1986 übernahm Renate Baumgart (ehemals Hans-A-Plast) den Platz am Bass.
Mit ihrem dritten Album "This Is the Place Where Resistance Got Lost", erschienen 1987, standen die Zeichen auf Erfolg, die Erstauflage verkaufte sich gut und die Medienresonanz war positiv.
Doch der häufige Wechsel der Mitmusiker der Band, das Aus ihres Plattenlabels und eine geplatzte Tournee sorgten für einen frühzeitigen Karriereeinschnitt.
1994 erschienen Remain In Silence überraschend wieder, veröffentlichten das Compilation-Album "Walk the Moon and Kick Some Shit" und absolvierten 1995 einige Konzerte im Vorprogramm von Siouxsie and the Banshees auf deren letzter Deutschlandtour. Mit "Fountainhead" (1995) und "The Comfort of Strangers" (2001) erschienen zwei weitere Alben, die von der Öffentlichkeit wenig wahrgenommen wurden. In den Jahren zwischen 1997 und 2000 gehörte der experimentelle Schweizer Akkordeonist Mario Batković zur Besetzung der Band bei Liveauftritten.
Im Jahr 2013 wurde man erneut auf Remain In Silence aufmerksam, nachdem ihre ersten beiden Alben vom spanischen Label Dead Wax Records wiederveröffentlicht wurden. Nach einer kurzen Spanien-Tournee, nun in Trio-Besetzung mit Keyboarder Karsten "Carlos" Sorst, folgte 2014 die Wiederveröffentlichung ihres dritten Albums "This Is the Place Where Resistance Got Lost" auf MiG Music. Ihr letztes Album "... and the Soul Goes On" erschien, ebenfalls auf MiG Music, im Jahr 2016.
2022 spielte Andreas Buchwald ein neues Album unter dem Titel "Escape From What Life Is" ein, das im Frühjahr 2023 als Soloprojekt unter dem Künstlernamen Buchwald bei Sireena Records erscheinen wird.

## Bandbesetzung

### Letzte Besetzung
- Gitarre: Andreas Buchwald
- Gesang: Andreas Gimpel
- Keyboards: Karsten "Carlos" Sorst

### Ehemalige Mitglieder
- Bass: Peter Apelt, Ralf Deege, Renate Baumgart, Vincenzo Bianco, Stefan Goedereis
- Keyboards: Kathrin Symens, Jürgen Pietsch
- Schlagzeug: Thomas Feibig, Claus Zieseniß, Christoph Olbrich
- Akkordeon: Mario Batkovic

## Diskografie

### Alben
- 1984: Seven Rooms[1]
- 1985: Monument[1]
- 1987: This Is the Place Where Resistance Got Lost[1]
- 1994: Walk the Moon And Kick Some Shit (compilation)
- 1995: Fountainhead
- 2001: The Comfort of Strangers
- 2013: Lonesome Hours - The Seven Rooms & Monument recordings (compilation)
- 2016: ... and the Soul Goes On[2]

### Soloalbum Buchwald
- 2023: Escape From What Life Is

### Singles
- 2014: Rain (The Demo Version)
- 2016: Wrapped in Ice (edit)

### Samplerbeiträge/Compilations
- 1987: From the Middle of Nowhere: The Good Samaritan
- 1994: Godfathers of German Gothic: Lonesome Hours
- 2009: Pagan Love Songs Vol. 2: Hope in Fear
- 2017: Messages Beyond Dark Dreams 3: A Distant View (Torturing Hands Remix)

### Rezensionen
- Michael Natsis: Remain in Silence. lastdaydeaf.com, 1. Juli 2018, abgerufen am 9. November 2022 (englisch).
- Dark Wave der ersten Stunde: REMAIN IN SILENCE. orkus!, 22. März 2016, abgerufen am 9. November 2022.
- Remain in Silence ...AND THE SOUL GOES ON: REMAIN IN SILENCE SIND ZURÜCK. LUX, 25. Juni 2016, abgerufen am 9. November 2022.
- Wolke: Remain in Silence. Stadtkind Hannovermagazin, 29. Mai 2016, abgerufen am 9. November 2022.